# Carrozza Leichtstahlwagen
Le carrozze Leichtstahlwagen (carrozze leggere in acciaio) sono carrozze destinate al trasporto di viaggiatori, create per le Ferrovie Federali Svizzere (FFS) e successivamente cedute, in parte, ad alcune ferrovie in concessione italiane.

## Storia
Furono mezzi concepiti per garantire maggiori velocità grazie alla loro leggerezza rispetto alle carrozze tradizionali e a un accesso più rapido dovuto al pianale ribassato dei vestiboli, posto a filo della banchina della stazione, che permetteva inoltre un incarrozzamento meno difficoltoso per gli utenti con limitazioni di movimento, come anziani e persone con bagagli. Costruite in due versioni, con vestibolo centrale o con due vestiboli paracentrali, sono state le carrozze standard per gli espressi svizzeri su tratte medio-lunghe fino agli anni settanta.
Essendo il vestibolo centrale in posizione ribassata, gli ambienti viaggiatori (rialzati per permettere l'alloggiamento dei carrelli e delle apparecchiature tecniche) sono accessibili tramite gradini dal vestibolo stesso. Le carrozze sono intercomunicanti mediante una passerella pieghevole aperta dotata di parapetti.
Dismesse dal gestore originario verso la metà degli anni ottanta, diverse carrozze vennero cedute a ferrovie in concessione italiane, che le hanno impiegate su servizi a carattere regionale/vicinale. Gli acquirenti furono le Ferrovie Nord Milano, dalle Ferrovie Padane, che le hanno dismesse all'inizio degli anni duemila, e dall'ACT di Reggio Emilia. Queste ultime, che le utilizzavano per i treni pendolari, ne hanno trasformato una in versione carrozza semipilota allo scopo di formare un convoglio reversibile (soprannominato nella zona "Mirò") in grado di effettuare un servizio di spola tra due stazioni senza dover spostare la locomotiva da un estremo all'altro del treno.

### Carrozze acquisite dalle FNM
Le Ferrovie Nord Milano acquisirono dalle FFS complessivamente 66 carrozze leggere, delle quali 56 con vestibolo centrale da 80 posti a sedere e 10 con vestibolo paracentrale da 72 posti; soprannominate "svizzerette", furono equipaggiate con i cavi passanti per poterle inserire in composizione ai treni reversibili ed entrarono in servizio tra il 1984 e il 1992.
L'allestimento interno venne modificato, anche dopo l'immissione in servizio, portando a una situazione finale comprendente 33 carrozze di seconda classe, classificate EB 930 51÷78 (a vestibolo centrale) e EB 930 86÷90 (a vestiboli paracentrali), più 33 di prima classe, classificate EA 940 51÷78 (a vestibolo centrale) e EA 940 79÷83 (a vestiboli paracentrali). Ogni carrozza era provvista di una ritirata in una delle proprie estremità. Tipicamente esse vennero impiegate in composizioni bloccate da quattro elementi: due carrozze, un'elettromotrice pesante EB.740 e un rimorchio semipilota EB.800. Alla lunga la struttura autoportante si rivelò non pienamente adeguata a sostenere le sollecitazioni dovute alla continua alternanza tra trazione e spinta nell'intenso servizio locale a cui furono sottoposte, tendendo quindi a incurvarsi.
Tali mezzi hanno accumulato una vita operativa complessiva di oltre mezzo secolo: il loro accantonamento procedette di pari passo con quello delle elettromotrici e delle rimorchiate-comando con cui operavano. L'ultimo servizio di linea venne svolto sulla Saronno-Novara con l'elettromotrice EB 740-18 la sera del 24 novembre 2012.
Gran parte delle "svizzerette" è stata accantonata o demolita. Nel 2004, in occasione dei 125 anni di attività, le FNM hanno preservato due carrozze, in livrea speciale bianco-blu, che insieme all'elettromotrice EB.740-01 e a una carrozza semipilota EB.800 formano un convoglio ad uso di treni storici. Altre 9 vetture, in livrea regionale bianco-verde brillante blu (quelle di prima classe si distinguono per l'assenza della striscia blu sotto il tetto metallico), sono state cedute nel 2011 al museo Ferroviario del Verbano, che le utilizza abitualmente per l'effettuazione di treni storici.

## Livree
Durante l'esercizio sulla rete svizzera le carrozze furono pellicolate in livrea verde. Il materiale ceduto alle imprese italiane venne riverniciato nelle livree delle società acquirenti: le FNM dapprima adottarono la livrea SOCIMI (arancio-bianco con fascia mediana nera) e successivamente lo schema "regionale unificato" (bianco-verde brillante con fascia blu), la SNFT utilizzò la livrea "giallo Marte-beige azalea" (poi mantenuta per qualche tempo anche dopo il passaggio alle FNM), le Ferrovie Padane lo schema verde-bianco e la ACT Reggio Emilia il grigio-rosso-blu.